# FOSTA-SESTA
FOSTA (siglas en inglés de Allow States and Victims to Fight Online Sex Trafficking Act; en español "Ley que Permite a los Estados y a las Víctimas Combatir el Tráfico Sexual en Línea") y SESTA (siglas de Stop Enabling Sex Traffickers Act; en español, "Ley de Detención de los Facilitadores de Tráfico Sexual") son las siglas de dos proyectos de ley del Senado y de la Cámara de Representantes de los Estados Unidos. Estas leyes aclaran la legislación del país sobre el tráfico sexual, declarando ilegal asistir, facilitar o apoyar conscientemente el tráfico sexual. La propuesta conjunta, denominada "paquete FOSTA-SESTA", fue aprobada en la Cámara de Representantes con una votación de 388 a 25. El 21 de marzo de 2018, el proyecto fue aprobado por el Senado con una votación de 97 a 2. Apenas tres semanas después, el 11 de abril, el entonces presidente Donald Trump promulgó dicha ley.

## Reacciones

### A favor

#### Congreso
SESTA recibió el apoyo de 27 senadores demócratas y republicanos. La representante Mimi Walters afirmó que sitios web como backpage.com (plataforma en línea más grande para ofrecer y vender servicios sexuales) se han convertido en "escaparates" para la trata de personas en la época moderna, y que la legislación FOSTA-SESTA ayudaría a los fiscales a "combatir los sitios web que promueven el tráfico sexual" y proporcionaría recursos para las víctimas.

#### Corporaciones
21st Century Fox y Oracle Corporation mostraron su apoyo al proyecto de ley. El vicepresidente de Oracle, Kenneth Glueck, declaró que "establecería cierto nivel de responsabilidad para aquellos que cínicamente venden publicidad pero no están preparados para ayudar a reducir el tráfico sexual".Fox afirmó que "todos los que hacen negocios en este medio tienen la responsabilidad cívica de ayudar a frenar la actividad ilícita e ilegal. Si bien es imposible formular leyes para gobernar cada situación posible, esta legislación es un esfuerzo racional y medido para abordar un problema trágico y pernicioso de alcance global".

### En contra

#### Departamento de Justicia de Estados Unidos
En nombre del Departamento de Justicia de los Estados Unidos, el Fiscal Adjunto Stephen Boyd se dirigió al Presidente del Comité Judicial de la Cámara de Representantes, Bob Goodlatte, expresando preocupaciones de que ciertos puntos del proyecto de ley dificultarían aún más enjuiciar a traficantes sexuales. Además, Boyd también expresó inquietudes de que ciertas disposiciones violarían la cláusula de no retroactividad de la constitución estadounidense y, por lo tanto, serían inconstitucionales.

#### Congreso
Algunos miembros del Congreso también manifestaron oposición al proyecto de ley. En una declaración oficial, el senador Ron Wyden afirmó: "Sigo preocupado profundamente por el enfoque de este proyecto de ley, ya que dificultará el capturar criminales peligrosos, favorecerá a las grandes empresas de tecnología en detrimento de las startups y frenará la innovación". La senadora Elizabeth Warren presentó un proyecto de ley en enero de 2020 para estudiar las consecuencias del paquete FOSTA-SESTA, pero este proyecto fue rechazado en el comité del Senado sobre Salud, Educación, Trabajo y Pensiones.

#### Medios de comunicación
Varios medios de comunicación describieron la dupla como un fracaso que "solo ha puesto en peligro a los trabajadores sexuales y ha malgastado dinero público".

## Empresas y sitios web
Craigslist eliminó su sección "Personal" en todos sus dominios en Estados Unidos en respuesta a la aprobación de la ley, en base al riesgo de ser considerados responsables por el contenido de terceros.
El sitio web de contactos Pounced.org cerró voluntariamente, argumentando el aumento de responsabilidad bajo la ley y la dificultad para monitorear todas las listas del sitio siendo una organización pequeña.
Redes sociales como Facebook y Tumblr implementaron cambios en sus políticas para restringir la publicación de contenido sexual en sus plataformas, lo que ha sido referido como ejemplos de censura proactiva después de la aprobación de la ley.

#### Comunidad de trabajadores sexuales
La comunidad de trabajadores sexuales también se ha visto gravemente afectada por la ley, perdiendo el acceso a recursos de seguridad en línea, enfrentando dificultades financieras e incluso desapareciendo o muriendo como resultado de la misma.

## Desafíos legales
El 18 de junio de 2018, Electronic Frontier Foundation (EFF) presentó una demanda federal impugnando la constitucionalidad de la ley, en nombre de Internet Archive, Human Rights Watch, la Woodhull Freedom Foundation, Eric Koszyk y Alex Andrews. La demanda cita, entre muchos casos, la invalidación de la Ley de Protección en Línea para Menores para argumentar que FOSTA es una ley ampliamente inconstitucional e imprecisa.
El 24 de septiembre de 2018, el juez Richard J. Leon desestimó el recurso de inconstitucionalidad de la EFF contra FOSTA por falta de legitimidad. La EFF apeló el fallo de desestimación. El 24 de enero de 2020, el Tribunal de Apelaciones del Circuito del Distrito de Columbia revocó el fallo del tribunal inferior y le devolvió el caso al tribunal inferior. El 29 de marzo de 2022, el juez Richard J. Leon nuevamente desestimó el recurso de inconstitucionalidad de la EFF contra FOSTA, dictaminando que los argumentos de la EFF sobre la no tenían fundamento. El 25 de abril de 2022 la EFF presentó un escrito de apelación. Pero el 7 de julio de 2023, el Tribunal de Apelaciones del Circuito de Washington D.C. rechazó la apelación de la EFF y confirmó el fallo del tribunal de distrito, coincidiendo en que FOSTA-SESTA no es inconstitucionalmente demasiado amplia o vaga.
El 5 de enero de 2021, el juez David C. Godbey del Tribunal de Distrito de los Estados Unidos para el Distrito Norte de Texas confirmó la constitucionalidad de FOSTA, determinado que la ley no es ampliamente inconstitucional ni imprecisa.

## Informe de la GAO
Fue requerido por ley que la Oficina de Responsabilidad del Gobierno de estadounidense (GAO) realizase un estudio tres años después de su promulgación. El informe de la GAO mencionaba que dos eventos sucedidos en abril de 2018 alteraron el panorama del mercado del trabajo sexual a través de internet. En primer lugar, las autoridades federales confiscaron backpage.com (sitio web de anuncio de servicios sexuales de gran repercusión). En segundo lugar, se promulgó FOSTA. Estos eventos llevaron a que muchas de estas plataformas fueran trasladadas al extranjero. Además, con backpage.com fuera del mercado, compradores y vendedores se trasladaron a otras plataformas en línea, y el mercado se fragmentó.
Desde 2014 hasta 2020, el Departamento de Justicia (DOJ) presentó al menos once casos penales contra los dueños de varias plataformas en este mercado, incluyendo tres casos contra aquellos que controlan backpage.com. El panorama actual del mercado del trabajo sexual en línea aumenta en gran medida los retos que afrontan las autoridades a la hora de recoger pruebas. Esto se debe al traslado de las plataformas al extranjero, el uso de sistemas de pago complejos por parte de las plataformas y el aumento del uso de redes sociales.[cita requerida]
En junio de 2020, el DOJ presentó un caso bajo la disposición penal establecida por la sección 3 de FOSTA por incumplimiento agravado que involucraba la promoción de prostitución de cinco o más personas o actuando con imprudencia sobre posible tráfico sexual. Hasta marzo de 2021, no se habían dictaminado indemnizaciones. Según los funcionarios del DOJ, los fiscales no han presentado más casos con cargos bajo la sección 3 de FOSTA porque la ley es relativamente nueva y los fiscales han tenido éxito usando otras leyes penales. Finalmente, en noviembre de 2020, una persona solicitó daños civiles bajo varias disposiciones constitucionales y legislativas, incluida la sección 3 de FOSTA. Sin embargo, en marzo de 2021, el tribunal desestimó el caso sin otorgar indemnización después de haber concedido la desestimación a los demandados.[cita requerida]